# Hete (letra)
Hete, Heth ou Het, Hhet, Khet, Kheth, Chet, Cheth ח, é a oitava letra de vários abjads semíticos, assim como o ʾhã ﺍ do alfabeto árabe e o ʾhet do alfabeto fenício.
Do alfabeto fenício, para o alfabeto grego deu a raíz a letra eta.